# Guizmo (rappeur)
Ne doit pas être confondu avec Guizmo.
Pour les articles ayant des titres homophones, voir Gizmo et Diakité.
Guizmo, de son vrai nom Lamine Diakité, né le 21 janvier 1991 dans le 13e arrondissement de Paris, est un rappeur, auteur-interprète et acteur français.
Guizmo se fait connaître en 2011 avec son premier album solo, Normal, et fréquente le collectif L'Entourage. Après avoir quitté le collectif, il poursuit sa carrière solo, donnant naissance aux albums La Banquise et C'est tout en 2012, Dans ma ruche en 2014, Amicalement Vôtre en 2017, Renard en 2018, le double album GPG2 en 2019, Lamine en 2020 puis 10 ans en 2022.

## Biographie

### Jeunesse et formation
D'un père sénégalo-malien et d'une mère malgache, Guizmo grandit tour à tour à Valenton, dans la cité des Polognes, à Villeneuve-la-Garenne, dans le quartier ZUS de La Caravelle ainsi qu'à Savigny Le Temple dans le quartier Le Cartel, classé Zone de sécurité prioritaire. Il baigne toute son enfance dans la musique urbaine grâce à une mère jeune écoutant beaucoup de rap, notamment des collectifs français tels La Cliqua et Secteur Ä.
À l'âge de sept ans, en 1998, Guizmo a une révélation après que son frère lui a fait écouter Changes de 2Pac. De nombreux autres rappeurs l'influencent par la suite comme Salif et The Notorious B.I.G. ainsi que des groupes comme Lunatic et Chiens de paille. Dans une interview donnée à Rap Mag, il révèle ne s'être vraiment investi dans la musique qu'à partir de 2008.

### L'Entourage etNormal(2008–2011)
Le premier contact de Guizmo avec le collectif de rap L'Entourage remonte à la fin de l'année 2008 lorsqu'il sort de prison condamné pour racket et arnaques et participe à un programme de Réinsertion après sa peine de prison. Il y rencontre Alpha Wann du groupe 1995 qui l'invite sur un freestyle pour la première tape du S-Crew. Avec L'Entourage, il écume les Open Mics (scènes ouvertes à l'improvisation) de Paris et alentours, commençant à se faire un nom au sein de la scène underground francilienne.
En mai 2011, le label Y&W signe Guizmo. La même année, Guizmo remporte une draft lors des Rap Contenders (battle de rap) face à Aronstrong. Il gagne en notoriété grâce au buzz sur Internet.
Le 3 octobre 2011, Y&W sort le premier album solo de Guizmo, intitulé Normal, en vente exclusive à la Fnac. On y retrouve[style à revoir] de nombreux rappeurs membres de L'Entourage comme Alpha Wann et Nekfeu. Favorablement accueilli par la critique, cet album fait connaître Guizmo au grand public. Le morceau Crazy Vibes Street, en collaboration avec Selah Sue et Nekfeu, obtient beaucoup de succès et passe en boucle sur des radios telles que Skyrock et Ado FM. Normal vacille entre morceaux tranchants aux punchlines travaillées (Ramène-moi n'importe lequel) et chansons plus douces où le rappeur se livre (Le premier chagrin du jour). Son style est à la croisée entre hip-hop old-school et new school.
La chanson Le premier chagrin du jour a pour refrain un sample de la chanson Le Premier Bonheur du jour de Françoise Hardy. Le clip, dans lequel Guizmo porte un survêtement blanc et rappe dans un appartement vide, fait référence à celui de la chanson Nirvana de Doc Gynéco. Guizmo dit avoir composé cet album en 8 mois, se basant sur quelques couplets sauvés d'un projet de mixtape conçu avec son frère mais abandonné, qui aurait dû s'appeler Comme avant.
Le 26 janvier 2012, un communiqué sur la page Facebook officielle de L'Entourage annonce le départ de Guizmo pour cause de « différents choix artistiques effectués par Guizmo, incompatibles avec l’avancée de L’Entourage ». Le 30 janvier, Guizmo publie sur sa page officielle la vidéo d'un concert à Bordeaux où on le voit chanter le titre Chat perché, dans lequel il critique vivement L'Entourage. 

### La Banquise(2012)
Dans une vidéo qu'il poste sur Internet, Guizmo annonce un album pour tous les six mois. Dans diverses interviews, il dit assumer ce défi qu'il s'est fixé. Ainsi, dans une interview à 20 minutes, il prétend qu'il tiendra ce rythme d'un album tous les 6 mois pendant 4 ans.
Le 16 avril 2012, soit 6 mois après Normal, Guizmo sort un deuxième album intitulé La Banquise. Son titre fait référence à Villeneuve-la-Garenne où il disait « banquiser » avec ses amis, soit, restaient posés à rien faire. Les morceaux de cet album attestent de la forte influence du rap des années 1990 sur Guizmo. Le rappeur mélange des genres en utilisant aussi bien le hip-hop jazz que le funk ou la pop. Pour la chanson J'attends, l'instrumental est un sample de Shitsui, un OST de l'anime Naruto du compositeur japonais Toshio Masuda.
Une polémique survient quant au clip d'une chanson de l'album, Enfants de la Patrie, où Guizmo est en duo avec Nekfeu. Ce dernier déclare dans un communiqué Facebook ne pas avoir donné son accord pour que le morceau sorte sous cette forme. Il ajoute que l'enregistrement a eu lieu il y a longtemps, bien « avant les insultes et autres piques déguisées lancées par Guizmo » dans le titre Chat Perché, ajoutant qu'il trouvait le clip « démagogique ».

### C'est tout(2012)
Guizmo annonce la sortie de son troisième album, intitulé C'est tout, pour le 19 novembre 2012. Il est composé de 15 titres, dont un morceau caché, et ne comporte qu'un seul featuring sur le morceau Bitume avec Despo Rutti. Plus posé que les précédents, cet album sombre, pessimiste et bercé par une ambiance jazzy et mélancolique est bien reçu par la critique qui salue le développement de diverses thématiques et du storytelling de Guizmo, ainsi que sa maturité,.

### Jamais 203(2013)
En 2013, Guizmo prépare un projet commun avec Despo Rutti et Mokless de la Scred Connexion, titré Jamais 2 sans 3. Son projet aboutit et les trois rappeurs sortent plusieurs freestyles dont On est au calme ou Dis-moi que tu m'aimes. Ce sont Yonea et Willy, les producteurs de Guizmo, qui ont lancé la réalisation d'un premier EP en attendant la sortie de l'album, qui verra le jour fin 2013 .

### Dans ma ruche(2014)
Le 1er septembre 2014, Guizmo publie une nouvelle chanson intitulée André, longue de 7 minutes, sans refrain. André marque son retour après presque un an sans nouveau morceau solo. Un mois après, Guizmo sort le titre Dans 10 ans dont le refrain est inspiré par la chanson Place des grands hommes de Patrick Bruel. Guizmo y exprime doutes et peurs à propos de sa consommation d'alcool et de drogue. Il sort ensuite le titre Muselière le 22 novembre 2014 où il évoque l'industrie de la musique, ses artistes et maisons de disques, ainsi que son album Dans ma ruche – qui sortira le 15 décembre.
Dans ma ruche reçoit un bon accueil du public et se vend à plus de 8 000 exemplaires la première semaine. Plus de 20 000 exemplaires ont été vendus depuis.
En mai 2016, il sort un freestyle intitulé El Connerie, jeu de mots parodiant le nom de Myriam El Khomri, ministre du Travail du gouvernement français. Sur l'instrumental de la chanson Petit Frère du groupe de rap IAM, Guizmo critique violemment la ministre et sa loi, dite « Loi El Khomri », à l'origine de nombreuses tensions sociales et manifestations (mouvement Nuit debout).

### GPG(2016)
Le 10 juin 2016, Guizmo sort sa première mixtape : GPG. GPG possède de nombreuses significations mais la plus revendiquée par Guizmo est « Guizmo Protège son Gang » et inversement « Gang protège Guizmo ». La mixtape, que son auteur considère comme un  « amusement », comporte 19 chansons. Il déclare avoir écrit ces chansons pour lui-même car elles lui plaisaient et le représentaient. Dans deux chansons, Baby et Pillave il reprend des musiques internationalement connues. Guizmo revendique cet album comme un album d'introspection car il parle beaucoup de lui, notamment sur le titre Attendez-moi, hommage à ses proches et surtout à sa grande sœur décédée. GPG se vend à 2 033 exemplaires dès la première semaine ; plus de 17 000 disques ont été vendus depuis[réf. nécessaire].
En février 2018, le titre Attendez-moi est certifié single d'or.

### Amicalement votre(2017)
En décembre 2017 est publié le septième projet de Guizmo, album entièrement solo puisqu'il ne comporte aucun featuring. Le disque est qualifié de « chef-d'œuvre qui suinte la pluie et la solitude » par Xavier Ridel dans Les Inrockuptibles.
"Amicalement Vôtre" s'est vendu à 6323 exemplaires en première semaine.

### Renard(2018)
Le 13 juillet 2018, Guizmo sort son huitième album solo : Renard. Ce nouvel opus accueille en featuring Seth Gueko, Sidiki Diabaté, Junior Bvndo, Igor LDT et BigFlo et Oli[source secondaire souhaitée].     

### GPG 2(2019)
Le 9 juin 2019, Guizmo sort son neuvième album solo, GPG 2, un projet sans aucun featuring. Ce double album comporte 29 titres, plus la chanson-titre, uniquement disponible en version physique (14 - Blue Night). 

### Lamine (2020)
Le vendredi 23 octobre 2020, le dixième album du rappeur Guizmo voit le jour, en featuring avec Leto et Soso Maness. Le rappeur nous envoie un album profond et pesant composé de 19 titres. 

### 10 ans (2021)
Le vendredi 17 décembre, Guizmo sort son 10ème album. Cet album comporte 3 featurings: 
Taiz, Klem Schen et Atanih.
L’album est vendu dans un coffret accompagné d’une bande dessinée de 52 pages retraçant une partie de sa vie et est illustrée par le dessinateur Cor.ts[source secondaire souhaitée]

## Influences et nom de scène
Plusieurs rappeurs influencent Guizmo tels que 2Pac, Salif et The Notorious B.I.G. ainsi que des groupes comme Lunatic et Chiens de paille, Scred Connexion, Ministère A.M.E.R. ou le collectif Secteur Ä. 
Lors de ses débuts dans le rap, l’artiste a d’abord choisi comme nom « Lams » en référence à son prénom Lamine, puis « Gonzo » en référence aux films pour adulte. 
Son nom de scène actuel vient du surnom que sa mère, puis son entourage lui donnait (Guizmo), en raison de sa ressemblance avec le mogwai Gizmo du film « Gremlins ». Son logo est d'ailleurs la tête de Gizmo fumant un joint de cannabis. Il confie lors d'une interview à « P'tit Délire » qu'il s'apparente à Sir Doum's par rapport à ses débuts, sa technique.

## Vie privée
Guizmo est marié et père de deux enfants. Il vit dans le 18e arrondissement de Paris.